# Haghpat
Haghpat (örményül Հաղպատ) falu az észak-örmény Lori tartományban, nem messze Alaverdi városától és a grúz határtól. A hegyvidéki falu egy sziklacsúcsoktól és mély folyóvölgyektől övezett fennsíkon található. Sanahin és Akner falvak, valamint Alaverdis egyes részei látótávolságon belül a fennsík más részein találhatóak, azonban mély folyóvölgyek választják el őket. A falu alig profitál a Haghpatavank kolostor-együttes turizmusából, a lakosok nagy része állattenyésztésből él, néhányan Alaverdibe (10 km) járnak be dolgozni, míg mások a környező erdőkben gyümölcsöt gyűjtögetnek (szeder, som) és ezt adják el a piacon. Vízért a falu lakói a számtalan hegyi forrás valamelyikéhez járnak.

## A kolostor
Haghpat falu az ott található Haghpatavank (Հաղպատավանք) kolostoregyüttes révén ismert, amelyet a 10. században alapítottak és amely a Sanahin-kolostorral együtt a Világörökség része. Az építkezést a Bagratiden-uralkodóház idején kezdték el Kr. u. 970 körül. A kolostor régebbi részét, a Surb Nshan templomot (Szentkereszt-templom) 991-ben fejezte be az örmény építész Trdat.
A kolostor az Örmény Apostoli Egyház tulajdona. A kolostor területén található néhány kacskar (emlékkő díszes vésettel, általában kereszt formában) és több püspök sírhelye is. Az együttes a középkori örmény építészet kiemelkedő példája.

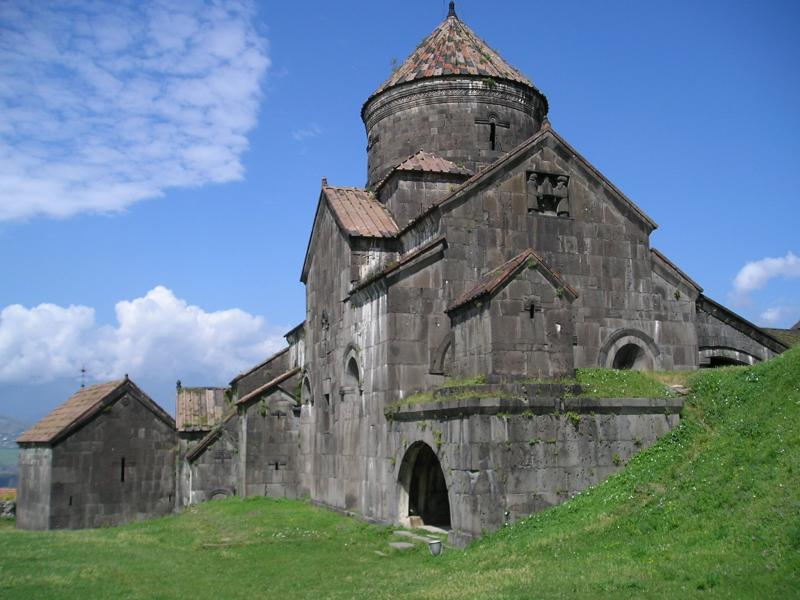
Surb Nschan (Szentkereszt templom)
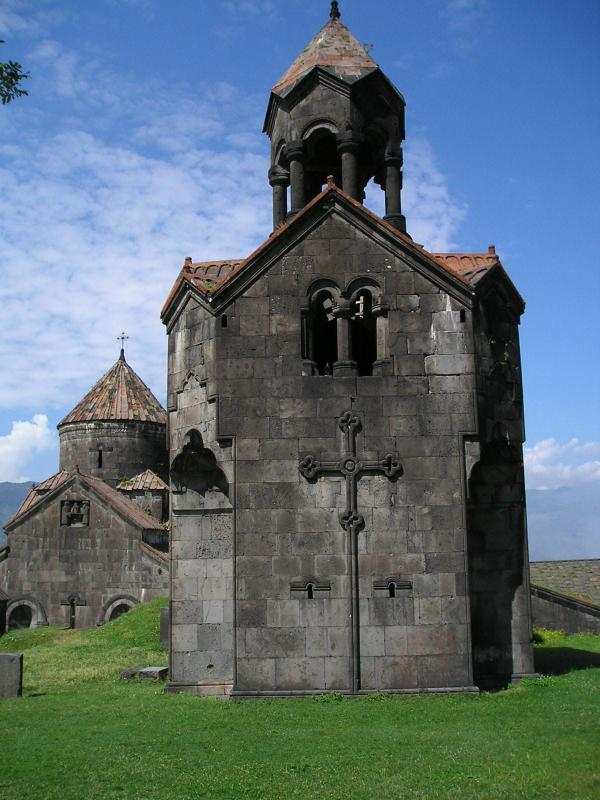
A harangtorony kelet felől
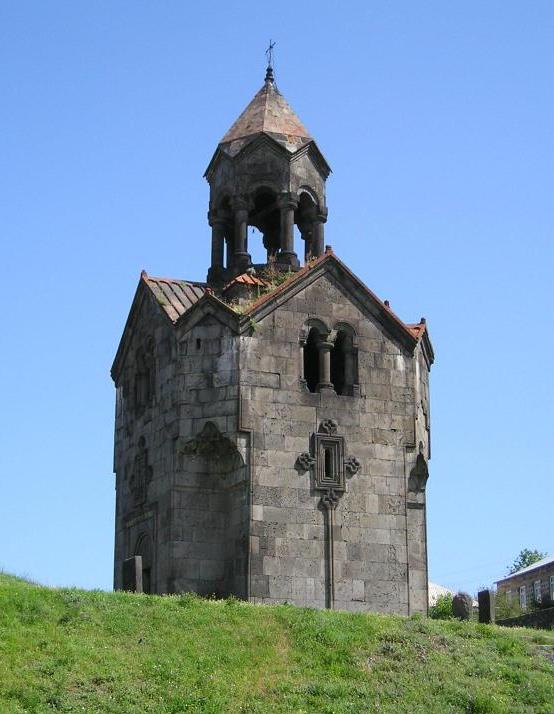
A harangtorony dél felől